# Gonagyra metabrachys
Gonagyra metabrachys är en fjärilsart som beskrevs av George Francis Hampson 1926. Gonagyra metabrachys ingår i släktet Gonagyra och familjen nattflyn. Inga underarter finns listade i Catalogue of Life.